# آدینت
آدینت (انگلیسی: Adient) شرکت تولید صنعتی آمریکایی است، که در سال ۲۰۱۶ تأسیس شد.